# Газалкент (футбольный клуб)
Газалкент — узбекистанский футбольный клуб из города Газалкент Ташкентской области (вилоята).

## История
Основан не позднее 1993 года. 5 сезонов (1994—1996 и 1999—2000) выступал в Первой лиге Узбекистана. Особых успехов не добивался. В 2000 году Газалкент вылетел из Первой лиги Узбекистана.

## Достижения
7-е место в Первой лиге Узбекистана (1995).